# Asteroide di tipo K
Gli asteroidi di tipo K sono un raggruppamento nella classificazione spettrale degli asteroidi SMASS, assente nella precedente classificazione Tholen, dove venivano classificati come asteroidi di tipo S senza caratteristiche particolari. Rientrano in questo gruppo gli asteroidi con uno spettro di assorbimento attorno a 0,75 μm, in particolare gli asteroidi della famiglia Eos. Esistono 37 asteroidi conosciuti di questo gruppo.